# NGC 5861
NGC 5861 (другие обозначения — MCG −2-39-3, IRAS15065-1107, PGC 54097) — спиральная галактика с перемычкой (SBc) в созвездии Весы.
Этот объект входит в число перечисленных в оригинальной редакции «Нового общего каталога».
В галактике вспыхнула сверхновая SN 1971D. Её пиковая видимая звёздная величина составила 15,5.
Морфология галактики хорошо изучена.